# Thrincophora archboldi
Thrincophora archboldi es una especie de mariposa del género Thrincophora, familia Tortricidae. Se encuentra en Mueva Guinea.
Fue descrita científicamente por Diakonoff en 1952.